# زغبة الصحراء
زغبة الصحراء (الاسم العلمي: Selevinia betpakdalaensis) (بالإنجليزية: Desert Dormouse)‏ هي نوع من الحيوانات تتبع جنس الزغبة الصحراوية من فصيلة الزغبات.